# Roberta D'Adda
Roberta D'Adda (Vimercate, 5 ottobre 1981) è un'ex calciatrice italiana, di ruolo difensore.
Ha fatto parte della rosa della nazionale italiana che ha partecipato ai campionati europei nel 2009 e nel 2013, vestendo la maglia azzurra della nazionale in 87 incontri e realizzando 2 reti.

## Carriera

### Club

#### Esordi
D'Adda si avvicina allo sport fin da giovanissima, praticando dai 4 ai 12 anni ginnastica artistica, nuoto e pallavolo, tuttavia condivide con il fratello la passione per il calcio giocando con i maschietti all'oratorio parrocchiale di Porto d'Adda. Riuscendo a superare la diffidenza dei genitori, scoperta l'esistenza di una squadra di calcio interamente femminile vicino a casa, decise di proporsi all'A.S. Verderio di Verderio Inferiore, squadra della provincia di Lecco, iniziando così il suo percorso calcistico. Dopo un primo periodo in cui si limitò ad allenarsi,dai 14 anni venne inserita in rosa prima con le giovanili e, dalla stagione 1997, con la prima squadra, ricoprendo il ruolo di come trequartista e iniziando a condividere le sorti della squadra nella scalata dalla Serie D alla Serie C fino al 1999.

#### Fiammamonza
Durante il calciomercato estivo 2000 avviene il passaggio alla Fiamma Monza, appena ritornata in Serie A dopo un anno di cadetteria, dove rimane per otto stagioni consecutive, condividendo con un organico competitivo importanti traguardi sia personali che per la società. Al termine del campionato di Serie A 2005-2006 D'Adda e compagne festeggiano il primo scudetto per la società monzese e all'inizio della stagione successiva la Supercoppa italiana 2006 battendo per 1-0 il Bardolino Verona, detentore della Coppa Italia 2005-2006. Grazie ai risultati acquisiti in campionato D'Adda ha l'opportunità di debuttare in UEFA Women's Cup, l'allora denominazione del torneo internazionale per club organizzato dalla UEFA, per la stagione 2006-2007. Scende in campo già l'8 agosto 2006, in occasione del primo incontro del primo turno di qualificazione, dove a Šiauliai la Fiamma supera per 1-0 le avversarie del SFK 2000.

#### Bardolino Verona
Nel 2008, assieme alla compagna di reparto Viviana Schiavi, si trasferisce alle campionesse in carica del Bardolino Verona, dove all'apertura della stagione 2008-2009 vince subito un'altra Supercoppa e contribuisce a far conquistare al termine del campionato il quarto scudetto, nonché il secondo personale, alla società veronese. D'Adda veste la maglia gialloblu anche per la stagione successiva

#### Brescia

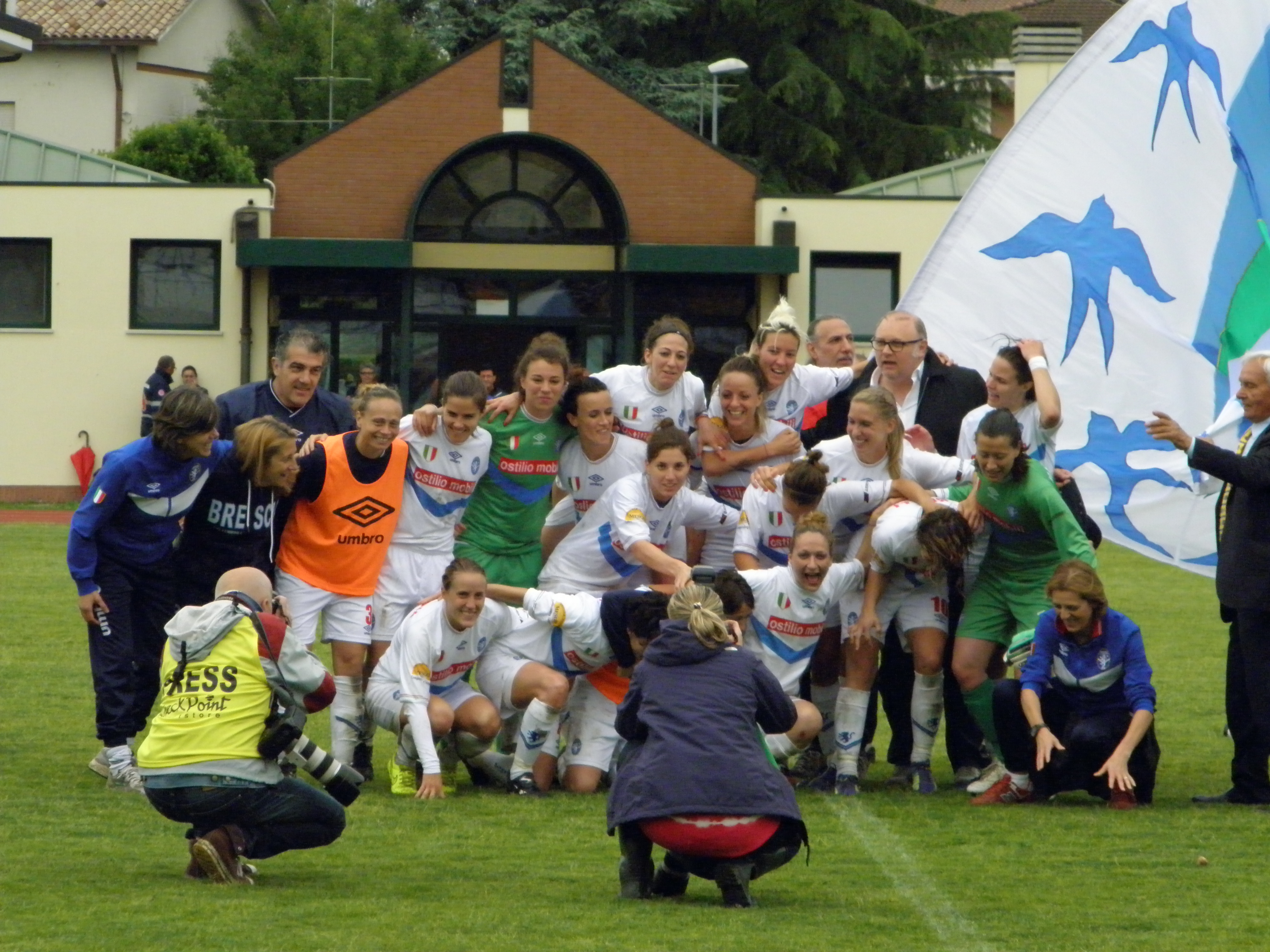
D'Adda festeggia con le compagne del la conquista della Coppa Italia 2014-2015.

Nell'estate 2010 è uno dei nuovi acquisti del Brescia, assieme a Valentina Boni, Venusia Paliotti, Carla Brunozzi, provenienti dal Bardolino Verona, e Monica Gamba, proveniente dall'Atalanta.
Al termine della stagione 2011-2012 conquista la Coppa Italia nella sofferta finale del 2 giugno 2012, dove il Brescia supera le avversarie del Napoli per 3-2 solo ai tempi supplementari. Nel campionato 2013-2014 vince con la maglia delle leonesse il suo terzo scudetto personale, mentre nella stagione successiva conquista la Supercoppa 2014 e la Coppa Italia. Nell'annata 2015-2016 arriva il double campionato-Coppa Italia, che si aggiunge alla vittoria della Supercoppa 2015. Al termine della stagione 2016-2017, che si era aperta con la conquista della Supercoppa 2016, lascia il Brescia. Chiude la sua esperienza in biancazzurro con 176 presenze in campionato e 6 reti, alle quali si aggiungono le 11 presenze in Champions League.

#### Sassuolo
Durante il calciomercato estivo 2017 decide di trasferirsi al Sassuolo neopromosso in Serie A. D'Adda, che indossa la fascia di capitano, contribuisce alla sofferta salvezza della squadra che, giunta nona in campionato, è costretta a giocarsi la permanenza in massima divisione nel play-out sulla Roma CF (vinto 3-0). Al termine della stagione 2017-2018 D'Adda decide di lasciare la società dopo aver collezionato 21 presenze in campionato, più quella nel play-out, e 4 presenze in Coppa Italia.

#### Inter
Nel luglio 2018 passa quindi all'Inter Milano, che nell'ottobre successivo cede il titolo sportivo all'Inter. Con le nerazzurre vince il campionato di Serie B, ottenendo la promozione in massima serie. Dopo una stagione in Serie A a inizio luglio 2020 annuncia il ritiro dal calcio giocato, all'età di 38 anni.

### Nazionale

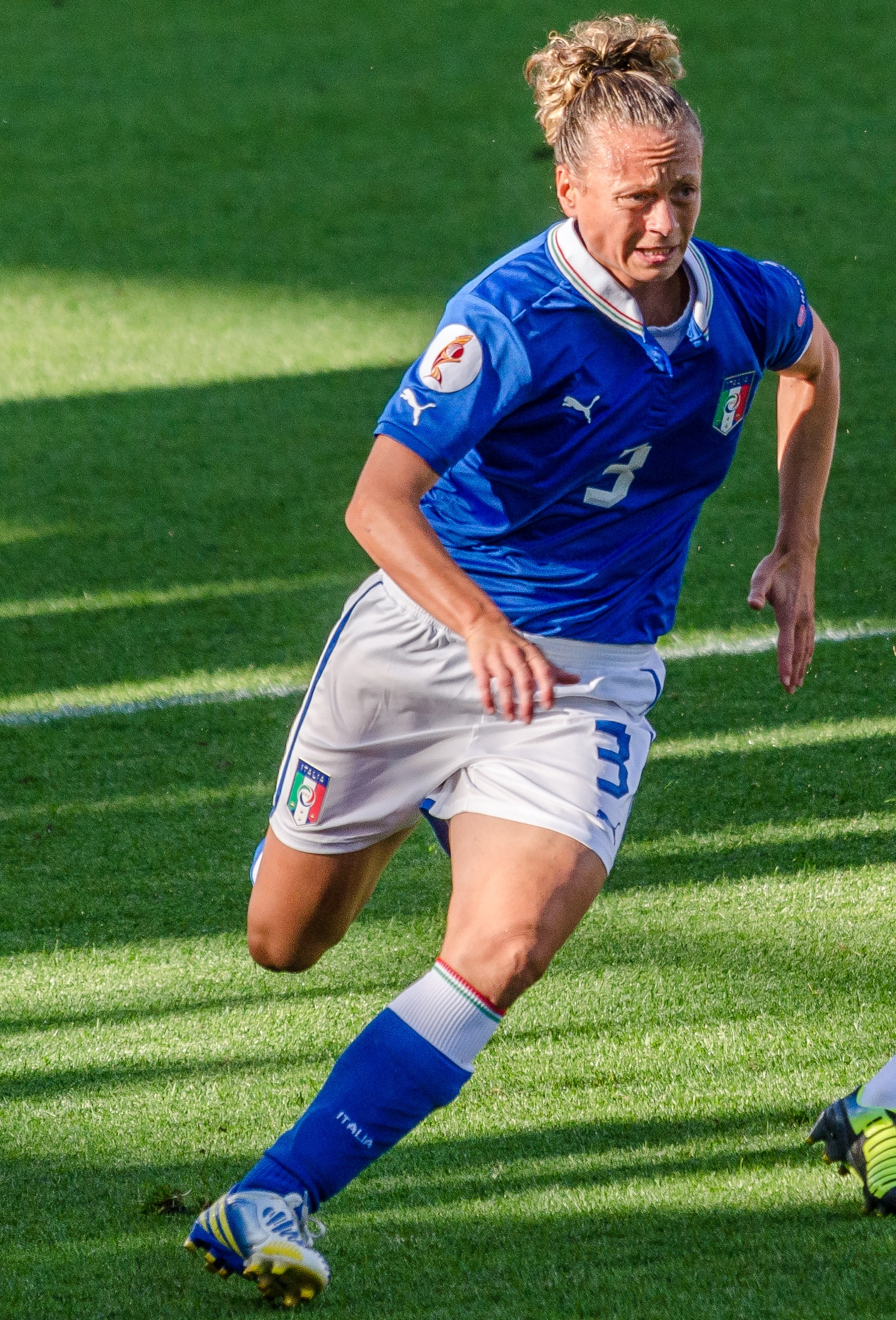
D'Adda durante un'azione di gioco di Italia- (0-1) dell'Europeo 2013.

Per D'Adda la convocazione con la nazionale italiana arriva piuttosto avanti nella carriera. L'allora commissario tecnico Pietro Ghedin la inserisce in rosa nella squadra impegnata alla fase di qualificazione del campionato europeo di Finlandia 2009 facendola debuttare il 27 ottobre 2007, nell'incontro vinto per 3-1 sulle avversarie dell'Ungheria. Condivide con le compagne il percorso che vede l'Italia conquistare l'accesso alla fase finale e, inserita nel gruppo C, superare al secondo posto la fase a gironi, per poi essere eliminata per 2-1 dalla Germania che al termine del torneo si aggiudicherà il settimo titolo, ai quarti di finale. Ghedin continua a convocarla anche durante le qualificazioni al Mondiale di Germania 2011. La speranza della qualificazione alla fase finale, che alle Azzurre manca dall'edizione di USA 1999, si infrange proprio con gli Stati Uniti che nell'ultimo incontro di play-off tra le rappresentanti di UEFA e CONCACAF, vede prevalere le statunitensi per 2-0.
Con l'avvicendamento di Ghedin con il Campione del Mondo 1982 Antonio Cabrini nel 2012, D'Adda continua a ricevere la fiducia dal nuovo selezionatore, inserendola fin dalle qualificazioni dell'Europeo di Svezia 2013. Nuovamente condivide con le compagne il percorso che vede l'Italia prevalere nel gruppo 1, conquistando l'accesso alla fase finale e, inserita nel gruppo A, superare al secondo posto la fase a gironi, per poi essere nuovamente eliminata ai quarti di finale dalla Germania, nell'incontro del 21 luglio 2013 perso a Växjö per 1-0, che al termine del torneo porterà a otto i trofei in bacheca.
D'Adda continua ad essere impiegata fino alle qualificazioni al Mondiale di Canada 2015, dove l'Italia è inserita nel Gruppo 2. In quella fase è anche autrice di una rete nell'incontro vinto dalle Azzurre 15-0 sulle avversarie della Repubblica di Macedonia, che rimarrà l'unica in tutta la sua carriera in maglia azzurra. Gioca fino alla doppia finale di play-off per l'ultimo posto disponibile, dovendo ancora una volta cedere l'accesso questa volta in favore dei Paesi Bassi quando nell'incontro di ritorno del 27 novembre 2014 le Oranje superano l'Italia per 2-1. Quella per D'Adda sarà anche l'ultima partita in un incontro ufficiale UEFA.
Alle convocazioni ufficiali per i tornei UEFA e FIFA si aggiungono quelle nei tornei a invito, dove D'Adda viene più volte inserita in rosa per la Cyprus Cup, con l'ultima convocazione di Cabrini all'edizione 2014.

## Statistiche

### Cronologia presenze e reti in nazionale
| Cronologia completa delle presenze e delle reti in nazionale ― Italia | Cronologia completa delle presenze e delle reti in nazionale ― Italia | Cronologia completa delle presenze e delle reti in nazionale ― Italia | Cronologia completa delle presenze e delle reti in nazionale ― Italia | Cronologia completa delle presenze e delle reti in nazionale ― Italia | Cronologia completa delle presenze e delle reti in nazionale ― Italia | Cronologia completa delle presenze e delle reti in nazionale ― Italia | Cronologia completa delle presenze e delle reti in nazionale ― Italia |
| Data                                                                  | Città                                                                 | In casa                                                               | Risultato                                                             | Ospiti                                                                | Competizione                                                          | Reti                                                                  | Note                                                                  |
| --------------------------------------------------------------------- | --------------------------------------------------------------------- | --------------------------------------------------------------------- | --------------------------------------------------------------------- | --------------------------------------------------------------------- | --------------------------------------------------------------------- | --------------------------------------------------------------------- | --------------------------------------------------------------------- |
| 21-6-2006                                                             | Belgrado                                                              | Serbia e Montenegro                                                   | 0 – 7                                                                 | Italia                                                                | Qual. Mondiali 2007                                                   | -                                                                     | 75’                                                                   |
| 25-6-2006                                                             | Toronto                                                               | Canada                                                                | 2 – 1                                                                 | Italia                                                                | Amichevole                                                            | -                                                                     | 65’                                                                   |
| 23-9-2006                                                             | Rimini                                                                | Italia                                                                | 1 – 2                                                                 | Norvegia                                                              | Qual. Mondiali 2007                                                   | -                                                                     | 9’                                                                    |
| 21-2-2007                                                             | Almere                                                                | Paesi Bassi                                                           | 2 – 0                                                                 | Italia                                                                | Amichevole                                                            | -                                                                     | 46’                                                                   |
| 9-3-2007                                                              | Lagos                                                                 | Portogallo                                                            | 0 – 1                                                                 | Italia                                                                | Algarve Cup 2007                                                      | -                                                                     | 46’                                                                   |
| 12-3-2007                                                             | Silves                                                                | Italia                                                                | 4 – 1                                                                 | Irlanda                                                               | Algarve Cup 2007                                                      | -                                                                     |                                                                       |
| 30-5-2007                                                             | Dublino                                                               | Irlanda                                                               | 1 – 2                                                                 | Italia                                                                | Qual. Euro 2009                                                       | -                                                                     | 90+1’                                                                 |
| 27-10-2007                                                            | Bük                                                                   | Ungheria                                                              | 1 – 3                                                                 | Italia                                                                | Qual. Euro 2009                                                       | 1                                                                     |                                                                       |
| 30-1-2008                                                             | Martigues                                                             | Francia                                                               | 1 – 0                                                                 | Italia                                                                | Amichevole                                                            | -                                                                     |                                                                       |
| 16-2-2008                                                             | Villacidro                                                            | Italia                                                                | 4 – 1                                                                 | Irlanda                                                               | Qual. Euro 2009                                                       | -                                                                     |                                                                       |
| 5-3-2008                                                              | Alvor                                                                 | Norvegia                                                              | 4 – 2                                                                 | Italia                                                                | Algarve Cup 2008                                                      | -                                                                     |                                                                       |
| 7-3-2008                                                              | Alvor                                                                 | Stati Uniti                                                           | 2 – 0                                                                 | Italia                                                                | Algarve Cup 2008                                                      | -                                                                     |                                                                       |
| 10-3-2008                                                             | Loulé                                                                 | Cina                                                                  | 0 – 2                                                                 | Italia                                                                | Algarve Cup 2008                                                      | -                                                                     |                                                                       |
| 12-3-2008                                                             | Olhão                                                                 | Svezia                                                                | 3 – 0                                                                 | Italia                                                                | Algarve Cup 2008 - Finale 5º posto                                    | -                                                                     |                                                                       |
| 7-5-2008                                                              | Örebro                                                                | Svezia                                                                | 1 – 0                                                                 | Italia                                                                | Qual. Euro 2009                                                       | -                                                                     |                                                                       |
| 24-5-2008                                                             | Buftea                                                                | Romania                                                               | 1 – 6                                                                 | Italia                                                                | Qual. Euro 2009                                                       | -                                                                     |                                                                       |
| 15-6-2008                                                             | Suwon                                                                 | Brasile                                                               | 2 – 1                                                                 | Italia                                                                | Amichevole                                                            | -                                                                     |                                                                       |
| 19-6-2008                                                             | Suwon                                                                 | Stati Uniti                                                           | 2 – 0                                                                 | Italia                                                                | Amichevole                                                            | -                                                                     | 53’                                                                   |
| 2-10-2008                                                             | Montereale Valcellina                                                 | Italia                                                                | 3 – 0                                                                 | Ungheria                                                              | Qual. Euro 2009                                                       | -                                                                     | 72’                                                                   |
| 25-10-2008                                                            | Praga                                                                 | Rep. Ceca                                                             | 0 – 1                                                                 | Italia                                                                | Qual. Euro 2009                                                       | -                                                                     |                                                                       |
| 29-10-2008                                                            | Gubbio                                                                | Italia                                                                | 2 – 1                                                                 | Rep. Ceca                                                             | Qual. Euro 2009                                                       | -                                                                     |                                                                       |
| 31-1-2009                                                             | Sydney                                                                | Australia                                                             | 2 – 2                                                                 | Italia                                                                | Amichevole                                                            | -                                                                     |                                                                       |
| 7-2-2009                                                              | Canberra                                                              | Australia                                                             | 1 – 5                                                                 | Italia                                                                | Amichevole                                                            | -                                                                     |                                                                       |
| 25-8-2009                                                             | Lahti                                                                 | Inghilterra                                                           | 1 – 2                                                                 | Italia                                                                | Euro 2009 - Fase a gironi                                             | -                                                                     |                                                                       |
| 28-8-2009                                                             | Turku                                                                 | Italia                                                                | 0 – 2                                                                 | Svezia                                                                | Euro 2009 - Fase a gironi                                             | -                                                                     |                                                                       |
| 31-8-2009                                                             | Helsinki                                                              | Russia                                                                | 0 – 2                                                                 | Italia                                                                | Euro 2009 - Fase a gironi                                             | -                                                                     |                                                                       |
| 4-9-2009                                                              | Lahti                                                                 | Germania                                                              | 2 – 1                                                                 | Italia                                                                | Euro 2009 - Quarti di finale                                          | -                                                                     |                                                                       |
| 19-9-2009                                                             | Domžale                                                               | Slovenia                                                              | 0 – 8                                                                 | Italia                                                                | Qual. Mondiali 2011                                                   | -                                                                     |                                                                       |
| 23-9-2009                                                             | Rieti                                                                 | Italia                                                                | 1 – 0                                                                 | Portogallo                                                            | Qual. Mondiali 2011                                                   | -                                                                     |                                                                       |
| 24-10-2009                                                            | Erevan                                                                | Armenia                                                               | 0 – 8                                                                 | Italia                                                                | Qual. Mondiali 2011                                                   | -                                                                     | 46’                                                                   |
| 25-11-2009                                                            | Francavilla al Mare                                                   | Italia                                                                | 7 – 0                                                                 | Armenia                                                               | Qual. Mondiali 2011                                                   | -                                                                     | 67’                                                                   |
| 24-2-2010                                                             | Nicosia                                                               | Nuova Zelanda                                                         | 1 – 0                                                                 | Italia                                                                | Cyprus Cup 2010                                                       | -                                                                     | 70’                                                                   |
| 26-2-2010                                                             | Larnaca                                                               | Italia                                                                | 2 – 0                                                                 | Scozia                                                                | Cyprus Cup 2010                                                       | -                                                                     |                                                                       |
| 1-3-2010                                                              | Nicosia                                                               | Italia                                                                | 1 – 1                                                                 | Paesi Bassi                                                           | Cyprus Cup 2010                                                       | -                                                                     |                                                                       |
| 27-3-2010                                                             | Tocha                                                                 | Portogallo                                                            | 1 – 3                                                                 | Italia                                                                | Qual. Mondiali 2011                                                   | -                                                                     |                                                                       |
| 31-3-2010                                                             | Ascoli Piceno                                                         | Italia                                                                | 1 – 1                                                                 | Finlandia                                                             | Qual. Mondiali 2011                                                   | -                                                                     |                                                                       |
| 19-5-2010                                                             | Stettino                                                              | Polonia                                                               | 1 – 5                                                                 | Italia                                                                | Amichevole                                                            | -                                                                     |                                                                       |
| 19-6-2010                                                             | Montereale Valcellina                                                 | Italia                                                                | 6 – 0                                                                 | Slovenia                                                              | Qual. Mondiali 2011                                                   | -                                                                     |                                                                       |
| 23-6-2010                                                             | Vantaa                                                                | Finlandia                                                             | 1 – 3                                                                 | Italia                                                                | Qual. Mondiali 2011                                                   | -                                                                     |                                                                       |
| 11-9-2010                                                             | Besançon                                                              | Francia                                                               | 0 – 0                                                                 | Italia                                                                | Qual. Mondiali 2011 - Play-off                                        | -                                                                     |                                                                       |
| 15-9-2010                                                             | Gubbio                                                                | Italia                                                                | 2 – 3                                                                 | Francia                                                               | Qual. Mondiali 2011 - Play-off                                        | -                                                                     | 70’                                                                   |
| 2-10-2010                                                             | Černihiv                                                              | Ucraina                                                               | 0 – 3                                                                 | Italia                                                                | Qual. Mondiali 2011 - Play-off                                        | -                                                                     |                                                                       |
| 6-10-2010                                                             | Latina                                                                | Italia                                                                | 0 – 0                                                                 | Ucraina                                                               | Qual. Mondiali 2011 - Play-off                                        | -                                                                     |                                                                       |
| 23-10-2010                                                            | Treviso                                                               | Italia                                                                | 1 – 0                                                                 | Svizzera                                                              | Qual. Mondiali 2011 - Play-off                                        | -                                                                     |                                                                       |
| 27-10-2010                                                            | Aarau                                                                 | Svizzera                                                              | 2 – 4                                                                 | Italia                                                                | Qual. Mondiali 2011 - Play-off                                        | -                                                                     |                                                                       |
| 20-11-2010                                                            | Padova                                                                | Italia                                                                | 0 – 1                                                                 | Stati Uniti                                                           | Qual. Mondiali 2011 - Play-off UEFA-CONCACAF                          | -                                                                     |                                                                       |
| 27-11-2010                                                            | Bridgeview                                                            | Stati Uniti                                                           | 1 – 0                                                                 | Italia                                                                | Qual. Mondiali 2011 - Play-off UEFA-CONCACAF                          | -                                                                     | 46’                                                                   |
| 2-3-2011                                                              | Larnaca                                                               | Inghilterra                                                           | 2 – 0                                                                 | Italia                                                                | Cyprus Cup 2011                                                       | -                                                                     |                                                                       |
| 4-3-2011                                                              | Nicosia                                                               | Italia                                                                | 0 – 1                                                                 | Canada                                                                | Cyprus Cup 2011                                                       | -                                                                     | 55’                                                                   |
| 7-3-2011                                                              | Larnaca                                                               | Scozia                                                                | 0 – 0                                                                 | Italia                                                                | Cyprus Cup 2011                                                       | -                                                                     |                                                                       |
| 3-6-2011                                                              | Osnabrück                                                             | Germania                                                              | 5 – 0                                                                 | Italia                                                                | Amichevole                                                            | -                                                                     |                                                                       |
| 17-9-2011                                                             | Sarajevo                                                              | Bosnia ed Erzegovina                                                  | 0 – 1                                                                 | Italia                                                                | Qual. Euro 2013                                                       | -                                                                     | 72’                                                                   |
| 22-10-2011                                                            | Prilep                                                                | Macedonia                                                             | 0 – 9                                                                 | Italia                                                                | Qual. Euro 2013                                                       | -                                                                     | 46’                                                                   |
| 26-10-2011                                                            | Treviso                                                               | Italia                                                                | 2 – 0                                                                 | Russia                                                                | Qual. Euro 2013                                                       | -                                                                     |                                                                       |
| 19-11-2011                                                            | Pruszków                                                              | Polonia                                                               | 0 – 5                                                                 | Italia                                                                | Qual. Euro 2013                                                       | -                                                                     | 89’                                                                   |
| 23-11-2011                                                            | Trani                                                                 | Italia                                                                | 2 – 0                                                                 | Grecia                                                                | Qual. Euro 2013                                                       | -                                                                     |                                                                       |
| 8-12-2011                                                             | San Paolo                                                             | Brasile                                                               | 5 – 1                                                                 | Italia                                                                | Torneio Internacional 2011                                            | -                                                                     |                                                                       |
| 11-12-2011                                                            | San Paolo                                                             | Italia                                                                | 2 – 2                                                                 | Danimarca                                                             | Torneio Internacional 2011                                            | -                                                                     | 83’                                                                   |
| 15-12-2011                                                            | San Paolo                                                             | Italia                                                                | 6 – 0                                                                 | Cile                                                                  | Torneio Internacional 2011                                            | -                                                                     | 62’                                                                   |
| 18-12-2011                                                            | San Paolo                                                             | Italia                                                                | 3 – 2                                                                 | Cile                                                                  | Torneio Internacional 2011 - Finale 3º posto                          | -                                                                     | 46’                                                                   |
| 28-2-2012                                                             | Larnaca                                                               | Paesi Bassi                                                           | 2 – 1                                                                 | Italia                                                                | Cyprus Cup 2012                                                       | -                                                                     |                                                                       |
| 4-3-2012                                                              | Paralimni                                                             | Italia                                                                | 2 – 1                                                                 | Scozia                                                                | Cyprus Cup 2012                                                       | -                                                                     |                                                                       |
| 6-3-2012                                                              | Paralimni                                                             | Italia                                                                | 3 – 1                                                                 | Inghilterra                                                           | Cyprus Cup 2012 - Finale 3º posto                                     | -                                                                     | 70’                                                                   |
| 16-6-2012                                                             | Torino                                                                | Italia                                                                | 9 – 0                                                                 | Macedonia                                                             | Qual. Euro 2013                                                       | -                                                                     |                                                                       |
| 16-9-2012                                                             | San Benedetto del Tronto                                              | Italia                                                                | 1 – 0                                                                 | Polonia                                                               | Qual. Euro 2013                                                       | -                                                                     |                                                                       |
| 6-3-2013                                                              | Nicosia                                                               | Inghilterra                                                           | 4 – 2                                                                 | Italia                                                                | Cyprus Cup 2013                                                       | -                                                                     | 85’                                                                   |
| 11-3-2013                                                             | Larnaca                                                               | Italia                                                                | 1 – 2                                                                 | Scozia                                                                | Cyprus Cup 2013                                                       | -                                                                     |                                                                       |
| 13-3-2013                                                             | Larnaca                                                               | Corea del Sud                                                         | 0 – 1                                                                 | Italia                                                                | Cyprus Cup 2013 - Finale 9º posto                                     | -                                                                     | 60’                                                                   |
| 7-4-2013                                                              | Sankt Veit an der Glan                                                | Austria                                                               | 1 – 3                                                                 | Italia                                                                | Amichevole                                                            | -                                                                     | 60’                                                                   |
| 10-7-2013                                                             | Halmstad                                                              | Italia                                                                | 0 – 0                                                                 | Finlandia                                                             | Euro 2013 - Fase a gironi                                             | -                                                                     |                                                                       |
| 13-7-2013                                                             | Halmstad                                                              | Italia                                                                | 2 – 1                                                                 | Danimarca                                                             | Euro 2013 - Fase a gironi                                             | -                                                                     |                                                                       |
| 16-7-2013                                                             | Halmstad                                                              | Svezia                                                                | 3 – 1                                                                 | Italia                                                                | Euro 2013 - Fase a gironi                                             | -                                                                     |                                                                       |
| 21-7-2013                                                             | Växjö                                                                 | Italia                                                                | 0 – 1                                                                 | Germania                                                              | Euro 2013 - Quarti di finale                                          | -                                                                     |                                                                       |
| 20-9-2013                                                             | Tallinn                                                               | Estonia                                                               | 1 – 5                                                                 | Italia                                                                | Qual. Mondiali 2015                                                   | -                                                                     |                                                                       |
| 26-9-2013                                                             | Bassano del Grappa                                                    | Italia                                                                | 1 – 0                                                                 | Romania                                                               | Qual. Mondiali 2015                                                   | -                                                                     |                                                                       |
| 13-2-2014                                                             | Novara                                                                | Italia                                                                | 6 – 1                                                                 | Rep. Ceca                                                             | Qual. Mondiali 2015                                                   | -                                                                     |                                                                       |
| 12-3-2014                                                             | Paralimni                                                             | Australia                                                             | 5 – 2                                                                 | Italia                                                                | Cyprus Cup 2014 - Finale 7º posto                                     | -                                                                     | 46’                                                                   |
| 5-4-2014                                                              | Vicenza                                                               | Italia                                                                | 0 – 0                                                                 | Spagna                                                                | Qual. Mondiali 2015                                                   | -                                                                     |                                                                       |
| 10-4-2014                                                             | Cluj-Napoca                                                           | Romania                                                               | 1 – 2                                                                 | Italia                                                                | Qual. Mondiali 2015                                                   | -                                                                     |                                                                       |
| 8-5-2014                                                              | Skopje                                                                | Macedonia                                                             | 0 – 11                                                                | Italia                                                                | Qual. Mondiali 2015                                                   | -                                                                     |                                                                       |
| 14-6-2014                                                             | Praga                                                                 | Rep. Ceca                                                             | 0 – 4                                                                 | Italia                                                                | Qual. Mondiali 2015                                                   | -                                                                     |                                                                       |
| 13-9-2014                                                             | Vercelli                                                              | Italia                                                                | 4 – 0                                                                 | Estonia                                                               | Qual. Mondiali 2015                                                   | -                                                                     |                                                                       |
| 17-9-2014                                                             | Vercelli                                                              | Italia                                                                | 15 – 0                                                                | Macedonia                                                             | Qual. Mondiali 2015                                                   | 1                                                                     |                                                                       |
| 25-10-2014                                                            | Rieti                                                                 | Italia                                                                | 2 – 1                                                                 | Ucraina                                                               | Qual. Mondiali 2015 - Play-off                                        | -                                                                     |                                                                       |
| 29-10-2014                                                            | Leopoli                                                               | Ucraina                                                               | 2 – 2                                                                 | Italia                                                                | Qual. Mondiali 2015 - Play-off                                        | -                                                                     |                                                                       |
| 22-11-2014                                                            | L'Aia                                                                 | Paesi Bassi                                                           | 1 – 1                                                                 | Italia                                                                | Qual. Mondiali 2015 - Play-off                                        | -                                                                     |                                                                       |
| 27-11-2014                                                            | Verona                                                                | Italia                                                                | 1 – 2                                                                 | Paesi Bassi                                                           | Qual. Mondiali 2015 - Play-off                                        | -                                                                     |                                                                       |
| Totale                                                                |                                                                       | Presenze                                                              | 87                                                                    |                                                                       | Reti                                                                  | 2                                                                     |                                                                       |

## Palmarès

### Club

#### Competizioni nazionali
- Campionato italiano: 4

Fiammamonza: 2005-2006
Bardolino Verona: 2008-2009
Brescia: 2013-2014, 2015-2016
- Supercoppa italiana: 5

Fiammamonza: 2006
Bardolino Verona: 2008
Brescia: 2014, 2015, 2016
- Coppa Italia: 4

Bardolino Verona: 2007-2008
Brescia: 2011-2012; 2014-2015, 2015-2016
- Campionato italiano di Serie B: 1

Inter: 2018-2019